# Jaguaré Bezerra de Vasconcelos
Jaguare de Besveconne Vasconcellos, noto in Brasile come Jaguaré (Rio de Janeiro, 14 maggio 1905 – Santo Anastácio, 27 agosto 1946) è stato un calciatore brasiliano.

## Carriera
Jaguaré cominciò a lavorare molto giovane come scaricatore nel porto di Rio de Janeiro, sua città natale. Iniziò a giocare a calcio come svago nel tempo libero fino a quando non colpì l'attenzione di Espanhol, difensore del Vasco da Gama, che nel 1928 lo portò con sé ad alcuni allenamenti del suo club. Lì si mise subito in mostra e gli venne presto offerto un contratto.
Divenne così il portiere titolare della squadra che nel 1929 vinse il Campeonato Carioca. Si mise tanto in luce da ottenere anche la convocazione in Nazionale, ma con essa ebbe occasione di disputare soltanto tre amichevoli non ufficiali contro alcune squadre di club.
Nel 1931 il Vasco da Gama prese con sé alcuni giocatori dei rivali cittadini del Botafogo e partì per un tour in Europa. Fu quella la seconda tournée europea nella storia per una squadra brasiliana, dopo quella del CA Paulistano che aveva avuto luogo sei anni prima. La tournée ebbe successo: in dodici match fra Portogallo e Spagna il Vasco vinse otto volte. Jaguaré ed il compagno Fausto dos Santos impressionarono talmente tanto il Barcellona che ricevettero l'offerta di un contratto professionistico.
I due brasiliani poterono però soltanto giocare una dozzina di amichevoli con i blaugrana, in quanto all'epoca le regole della Federazione spagnola proibivano l'uso di calciatori stranieri in incontri ufficiali. Il Barcellona tentò allora di convincerli ad ottenere la cittadinanza spagnola come naturalizzati, ma entrambi rifiutarono e tornarono in patria.
Il ritorno a Rio non fu facile: Jaguaré era ormai malvisto nell'ambiente per aver ceduto alle lusinghe del professionismo. Dopo alcuni allenamenti con il Vasco si limitò a giocare in partite celebrative (dette combinados) e a sfruttare la sua immagine in festival ed altri eventi per guadagnarsi da vivere. Dal 1934 al 1935 giocò nel Corinthians, ma perse il posto a favore di José Hungarez.
Decise allora di ritentare l'avventura in Europa, convinto da Fernando Giudicelli (calciatore fra i primi a scegliere la via del professionismo oltreoceano che operava anche da agente e punto di contatto fra i giocatori brasiliani e le società europee) ad unirsi ad una squadra italiana. All'attracco a Lisbona, dopo il viaggio attraverso l'oceano, Jaguaré ed alcuni compagni vennero raggiunti dalla notizia dell'inizio della Guerra d'Etiopia e decisero di rinunciare a raggiungere la loro meta.
Vennero allora ingaggiati dallo Sporting Lisbona, dove divennero i primi giocatori brasiliani nella storia del club. Jaguaré rimase per un po' nella capitale portoghese e vinse anche il campionato cittadino, poi perse il posto e venne rimpiazzato da João Azevedo. Si spostò allora in Francia, dove a metà del 1936 venne tesserato dall'Olympique Marsiglia. In Provenza Jaguaré visse gli anni migliori della sua carriera: nella sua stagione d'esordio vinse subito il campionato francese, per la prima volta nella storia del Marsiglia. L'anno seguente arrivò invece al secondo posto ma vinse la Coppa di Francia. Durante quell'annata Jagauré - ormai noto come Vasconcellos - fu protagonista di un evento storico: durante una partita contro il Sète segnò su rigore il gol dell'1-1; la prima ed unica rete segnata da un portiere in tutta la storia del Marsiglia.
Alcuni comportamenti eccentrici gli valsero la fama di personaggio folkloristico e contribuirono ad accrescere la sua popolarità. Anche nel 1938-1939 lui ed il Marsiglia disputarono una buona stagione, classificandosi secondi alle spalle proprio del Sète. Al termine di quell'annata abbandonò la Francia, forse per cercare di sfuggire alla guerra imminente. Lungo la via del ritorno si fermò a Porto a giocare per l'Académico, ma faticò ad integrarsi nella squadra e non riuscì a giocare molto bene.
Tornato a Rio giocò per il São Cristóvão FR, piccola squadra del nord della città, ma la sua carriera era ormai in fase calante e fu costretto a tornare al suo vecchio lavoro di scaricatore di porto. Da allora visse in povertà e si persero le sue tracce fino al 1946, quando morì in una zuffa con la polizia a Santo Anastácio.

## Palmarès

### Giocatore

#### Competizioni nazionali
- Campionato francese: 1

Olympique Marsiglia: 1936-1937
- Coppa di Francia: 1

Olympique Masiglia: 1937-1938

#### Competizioni regionali
- Campionato Carioca: 1

Vasco da Gama: 1929
- Campionato di Lisbona: 1

Sporting: 1934-1935
- Taça de Honra: 1

Sporting: 1934-1935